# Stenocereus
Stenocereus (do grego antigo στενός (stenós) 'estreito' e latim cereus 'vela') é um gênero de cactos colunares nativos da península da Baixa Califórnia e outras partes do México, Arizona nos Estados Unidos, Colômbia, Costa Rica, Guatemala, Venezuela e do arquipélago das Antilhas.

## Descrição
As espécies dentro do gênero, que frequentemente são usadas como plantas ornamentais em regiões quentes e áridas, exibem hábitos de crescimento variados, muitas vezes se assemelhando a árvores ou arbustos. Elas também podem se esticar ou rastejar para formar matagais densos, e algumas espécies desenvolvem troncos bem formados. Os brotos verdes dessas plantas são cilíndricos e apresentam nervuras cilíndricas distintas. Dessas nervuras, aréolas lanosas estão presentes, das quais espinhos fortes emergem. Além disso, algumas espécies podem ter protuberâncias parecidas com verrugas, enquanto outras não. As flores se concentram, em grande parte, perto do ápice dos caules, em forma de funil ou sino, e geralmente se abrem a noite. Os ramos que sustentam as flores (pericarpo, parte que posteriormente dá origem ao fruto) são frequentemente cobertos com numerosas aréolas espinhosas. Elas são consideradas fáceis de cultivar e geralmente crescem lentamente.
Stenocereus thurberi (conhecido em inglês como organ pipe cactus – 'cacto-tubo-de-órgão') é um membro bem conhecido deste gênero e é amplamente distribuído no sudoeste do Arizona e noroeste do México.
Os frutos são semelhantes as pitaias (frutas-do-dragão) do gênero Selenicereus. Eles são tipicamente carnudos, com até 7,5 centímetros de comprimento, e são cobertos de espinhos. Os frutos tendem a se abrir irregularmente e, na maioria dos casos, os restos da flor permanecem presos até pouco antes do fruto amadurecer. As sementes dentro dos frutos são grandes, brilhantes e geralmente de cor preta escura, com a polpa tendo tipicamente uma textura lisa. Os frutos da espécie Stenocereus gummosus, ácidos e refrescantes, são altamente favorecidos pelo povo Seri, do noroeste do México, que chamam o cacto de ziix is ccapxl – "coisa cujo fruto é azedo". Os frutos de S. gummosus são comumente conhecidos em espanhol como pitaya agria, ou em inglês como sour pitaya. A espécie Stenocereus griseus (cacto conhecido em inglês como dagger cactus – 'cacto-punhal') produz frutos que são localmente conhecidos como iguaraya, sendo apreciados pelo povo Wayuu da península de La Guajira, na Colômbia.
O interior dos troncos de Stenocereus frequentemente cresce na forma de bastões resistentes, adequados para certos tipos de construção. Os Wayuu usam os bastões de S. griseus para construir paredes de pau-a-pique, uma técnica que eles chamam de yotojoro, em homenagem ao nome que dão aos bastões de madeira extraídos do cacto.

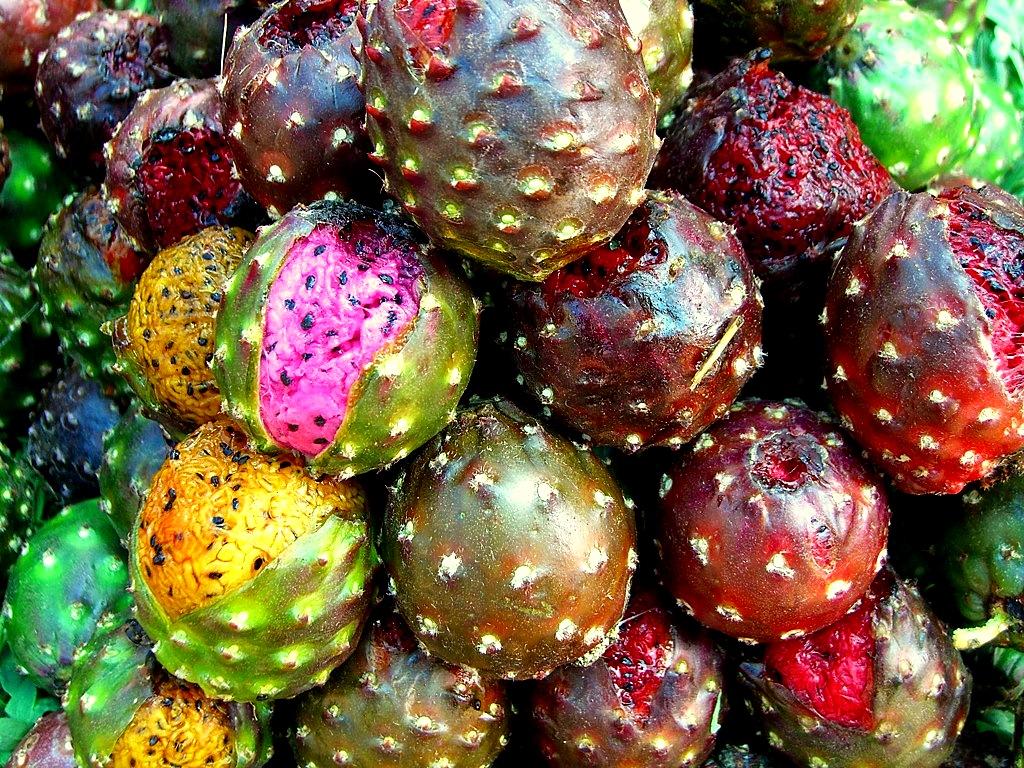
Frutos de Stenocereus com os espinhos removidos. A polpa dos frutos pode ser vermelha, roxa, amarela ou branca (cor não mostrada na imagem).

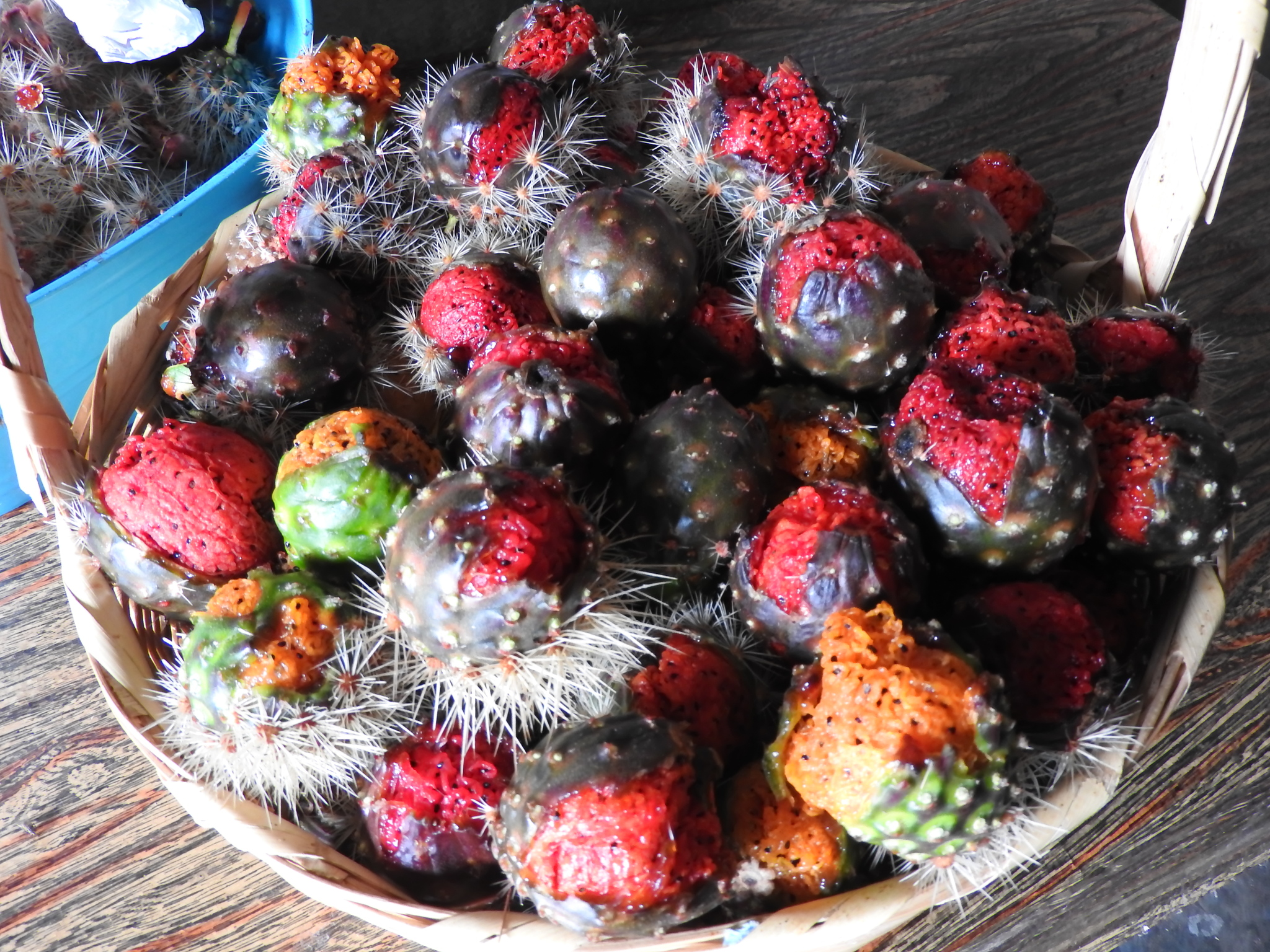
Frutos de Stenocereus com os espinhos parcialmente removidos.

Nos idiomas espanhol e inglês, os frutos de Stenocereus são popularmente conhecidos como pitayas, o que pode gerar confusão com as pitaias convencionais do gênero Selenicereus (frutas-do-dragão). Em ambos os idiomas, a diferenciação é possível pois os termos usados são diferentes; para se referir as pitaias do gênero Selenicereus, são usados os termos pitahayas em espanhol e dragon fruit em inglês. No português, a diferenciação se torna difícil devido a ausência de um termo estabelecido, já que os cactos e seus frutos são pouco conhecidos.

## Sinonímia
- Hertrichocereus Backeb.
- Isolatocereus Backeb.
- Isolatocereus (Backeb.) Backeb.
- Machaerocereus Britton & Rose
- Marshallocereus Backeb.
- Neolemaireocereus Backeb.
- Rathbunia Britton & Rose
- Ritterocereus Backeb.

## Espécies
| - Stenocereus alamosensis - Stenocereus aragonii - Stenocereus beneckei - Stenocereus eruca - Stenocereus griseus - Stenocereus gummosus | - Stenocereus hollianus - Stenocereus montanus - Stenocereus pruinosus - Stenocereus queretaroensis - Stenocereus stellatus - Stenocereus thurberi |

1. ↑  Backeberg, Curt (1982). Die Cactaceae: Handbuch der Kakteenkunde (em alemão). Stuttgart: Gustav Fischer Verlag
2. ↑  Backeberg, Curt (1982). Die Cactaceae: Handbuch der Kakteenkunde. Stuttgart: Gustav Fischer Verlag. pp. 2138–2155
3. ↑  «Organ Pipe Cactus (U.S. National Park Service)». NPS.org. Consultado em 31 de março de 2025. Cópia arquivada em 23 de fevereiro de 2025
4. ↑  Felger, Richard S., & Moser, Mary B (1976). Seri Indian food plants: desert subsistence without agriculture. [S.l.: s.n.] pp. 5:13–17.
5. ↑  Kozak, David L. (2012). Inside Dazzling Mountains: Southwest Native Verbal Arts. Lincoln, Nebraska: University of Nebraska Press. pp. 48–49
6. 1 2  Villalobos, Soraya; Vargas, Orlando, & Melo, Sandra (2007). Usage, Management and Conservation of “yosú”, Stenocereus griseus (Cactaceae), in the Upper Guajira, Colombia. [S.l.]: Acta biol.Colomb. [online]
7. ↑  «pitahaya | Definición | Diccionario de la lengua española | RAE - ASALE». Diccionario de la lengua española. Consultado em 31 de março de 2025. Cópia arquivada em 29 de agosto de 2024